# Кубок Росії з футболу 1993—1994
Кубок Росії з футболу 1993–1994 — 2-й розіграш кубкового футбольного турніру в Росії. Титул вперше здобув Спартак (Москва).

## Календар
| Раунд        | Дата                       | Матчі | Клуби    |
| ------------ | -------------------------- | ----- | -------- |
| Перший раунд | 18 квітня - 2 травня 1993  | 62    | 141 → 79 |
| Другий раунд | 7-8 травня 1993            | 31    | 79 → 48  |
| Третій раунд | 28 травня - 28 червня 1993 | 16    | 48 → 32  |
| 1/16 фіналу  | 3-5 липня 1993             | 16    | 32 → 16  |
| 1/8 фіналу   | 17 липня - 14 серпня 1993  | 8     | 16 → 8   |
| 1/4 фіналу   | 13-23 квітня 1994          | 4     | 8 → 4    |
| 1/2 фіналу   | 6 травня 1994              | 2     | 4 → 2    |
| Фінал        | 22 травня 1994             | 1     | 2 → 1    |

## 1/16 фіналу
| Команда 1                          | Рахунок      | Команда 2                             |
| ---------------------------------- | ------------ | ------------------------------------- |
| 3 липня 1993                       |              |                                       |
| КАМАЗ                              | 2:0          | Уралмаш                               |
| 5 липня 1993                       |              |                                       |
| Терек (2)                          | 5:6          | Спартак (Владикавказ)                 |
| Бештау (Лермонтов) (3)             | 2:0          | Динамо (Ставрополь)                   |
| Гекрис (Новоросійськ) (3)          | 1:1 пен. 4:3 | Жемчужина (Сочі)                      |
| Факел (Воронеж) (2)                | 0:1          | Ростсільмаш                           |
| Арсенал (Тула) (3)                 | 1:2          | Локомотив (Москва)                    |
| Зміна-Сатурн (Санкт-Петербург) (2) | 1:0          | Торпедо (Москва)                      |
| Балтика (2)                        | 0:1          | ЦСКА                                  |
| Мосенерго (3)                      | 1:2          | Асмарал                               |
| Віктор-Авангард (Коломна) (3)      | 0:2          | Динамо (Москва)                       |
| Торпедо (Армазас) (3)              | 2:2 пен. 5:4 | Локомотив-Спортсмен (Нижній Новгород) |
| Іргіз (Балаково) (3)               | 1:0          | Текстильник (Камишин)                 |
| Торпедо (Волзький) (3)             | 0:2          | Ротор (Волгоград)                     |
| Нафтохімік (Нижньокамськ) (2)      | 0:5          | Спартак (Москва)                      |
| Металург (Новотроїцьк) (3)         | 0:0 пен. 4:3 | Крила Рад                             |
| Металург (Красноярськ) (2)         | 3:1          | Океан (Находка)                       |

## 1/8 фіналу
| Команда 1             | Рахунок | Команда 2                          |
| --------------------- | ------- | ---------------------------------- |
| 17 липня 1993         |         |                                    |
| Динамо (Москва)       | 2:0     | Торпедо (Армазас) (3)              |
| Ротор (Волгоград)     | 5:0     | Іргіз (Балаково) (3)               |
| 1 серпня 1993         |         |                                    |
| Спартак (Владикавказ) | 6:0     | Бештау (Лермонтов) (3)             |
| Асмарал               | 1:2     | ЦСКА                               |
| 2 серпня 1993         |         |                                    |
| Ростсільмаш           | 1:2     | Гекрис (Новоросійськ) (3)          |
| Локомотив (Москва)    | 2:1 дч  | Зміна-Сатурн (Санкт-Петербург) (2) |
| КАМАЗ                 | 6:0     | Металург (Красноярськ) (2)         |
| 14 серпня 1993        |         |                                    |
| Спартак (Москва)      | 5:0     | Металург (Новотроїцьк) (3)         |

## 1/4 фіналу
| Команда 1                      | Рахунок      | Команда 2             |
| ------------------------------ | ------------ | --------------------- |
| 13 квітня 1994                 |              |                       |
| Чорноморець (Новоросійськ) (2) | 0:2          | Спартак (Владикавказ) |
| Локомотив (Москва)             | 2:2 пен. 3:4 | ЦСКА                  |
| Ротор (Волгоград)              | 0:1          | Динамо (Москва)       |
| 23 квітня 1994                 |              |                       |
| КАМАЗ                          | 1:3          | Спартак (Москва)      |

## 1/2 фіналу
| Команда 1       | Рахунок      | Команда 2             |
| --------------- | ------------ | --------------------- |
| 6 травня 1994   |              |                       |
| ЦСКА            | 1:1 пен. 5:3 | Спартак (Владикавказ) |
| 23 квітня 1994  |              |                       |
| Динамо (Москва) | 0:1          | Спартак (Москва)      |

## Фінал
| 22 травня 1994 |

| Спартак (Москва)      | 2:2 дч   | ЦСКА                    |
| --------------------- | -------- | ----------------------- |
| Ледяхов 6' Карпін 11' | Протокол | Радімов 39' Бистров 58' |

| Лужники, Москва Глядачів: 30 000 Арбітр: Сергій Анохін |

|                                           |     | Пенальті                                |  |
| Ледяхов · Онопко · Тернавський · Аленічев | 4:2 | Грішин · Бушманов · Купріянов · Бистров |  |